# Armand Hammer
Armand Hammer (21. května 1898 New York – 10. prosince 1990) byl americký podnikatel v oboru paliv (ředitel nadnárodní firmy Occidental Petroleum), filantrop a sběratel umění, a také člověk s nadstandardně dobrými vztahy s představiteli Sovětského svazu i USA (přátelil se s V. I. Leninem i Ronaldem Reaganem).
Jeho otec Julian Hammer byl členem Americké socialistické strany po, jejím rozštěpení, které následovalo po VŘSR, byl jedním ze zakladatelů Komunistické strany USA a v roce 1919 jejím generálním tajemníkem. Armand Hammer byl nicméně horlivý stoupenec republikánů Richardu Nixonovi např. poskytl 54000 dolarů na kampaň, nakonec ale musel zaplatit pokutu 3000 dolarů, když se zjistilo, že tyto peníze byly přijaty nelegálně.